# Joël Sausset
Joël Sausset, né le 27 octobre 1949 à Chabris, est un footballeur français reconverti entraîneur.

## Biographie
Avant de rejoindre l'AAJ Blois, Joël Sausset évolue à la Selles-sur-Cher.
Il est quart de finaliste de la Coupe de France en 1971 avec l'AAJ Blois, en étant battu par l'Olympique de Marseille. À 22 ans, il est le cadet de l'équipe et se retrouve confronter à Josip Skoblar alors un des meilleurs attaquants d'Europe. Joël Sausset dispute un total de 140 matchs en Division 2 avec Blois.
En 1976, Joël Sausset rejoint l'AS Salbris, comme entraîneur-joueur la première année avant de raccrocher les crampons et de ne s'occuper que de l'entraînement la saison suivante.
En 1981, il intègre le service des sports de la commune de Selles-Saint-Denis où il reste jusqu'à sa retraite en octobre 2014 comme moniteur municipal au service du sport. Rattrapé par la limite d'âge et ayant acquis l'échelon maximum dans sa fonction, il pense retourner à Blois pour encadrer une jeune équipe de football.
En 2013, il entraîne l'Églantine de Vierzon en Division d'honneur. En 2015, il fait partie de l'organigramme du Vierzon FC, nouvellement créé. Il est responsable de l'équipe réserve évoluant au second échelon régional (DHR) et est responsable des jeunes évoluant à onze (U14 à U17). En 2016-2017, il entraîne toujours les U13 du VFC et encadre des stages d'été avec l'Olympique lyonnais.